# Francisco Emygdio de Fonseca Telles
Francisco Emygdio de Fonseca Telles (São Paulo, dezembro de 1888 — São Paulo, 20 de janeiro de 1971) foi um engenheiro, professor e político brasileiro. Foi Secretário de Viação e Obras Públicas do Governo do Estado de São Paulo na administração de Pedro de Toledo. 

## Biografia
Francisco Emygdio de Fonseca Telles nasceu em dezembro de 1888, filho de Antônio de Queirós Telles e de Evangelina Fonseca de Queirós Telles.
Obteve seu bacharelado em engenharia elétrica e de minas na Universidade de Liége, na Bélgica. Em 1914, ingressou na Escola Politécnica de São Paulo como professor substituto da disciplina de eletrotécnica. Em 1915, foi efetivado na disciplina de física industrial e eletrotécnica. Em 1926, foi enfim nomeado professor catedrático.
Segundo o ex-aluno D’Alessandro, Francisco Fonseca Telles além de exemplar profissional era dedicado às causas nacionais. De acordo com seus colegas, no concurso que assinalou a sua entrada para a Escola Politécnica de São Paulo recebeu um ofício assinado por Antonio Francisco de Paula Souza comunicando-lhe a escolha do seu nome para a vaga de substituto interino da 9ª seção de eletrotécnica e logo apresentou-se prontamente para o cargo e recebeu felicitações da Congregação e da Diretoria.
Tomou parte das discussões em voga no final da década de 1920 acerca da criação de uma Universidade Brasileira. Refletindo sobre a situação do ensino superior no País afirmou que não havia de fato universidades no Brasil, mas sim um conjunto fragmentado de escolas superiores especializadas, destinadas à formação de profissionais. Engajado nesse debate, publicou artigo na Revista Politécnica em 1929, fazendo pensamento do professor Fauconnet, da Universidade de Sourbonne na França, segundo o qual “(…) quando se ensinam apenas noções já estabelecidas, não se faz ensino superior” e ainda apontou a necessidade da criação de universidades no Brasil para possibilitar o desenvolvimento da pesquisa científica e da cultura desinteressada em todos os ramos do saber humano. Para Francisco Telles, a criação das universidades no país também promoveria a independência intelectual dos brasileiros. Por fim, concluía naquela publicação que os únicos estados preparados naquela ocasião para criar instituições desse porte eram somente São Paulo e Rio de Janeiro, acrescentando que a universidade deveria ser formada e mantida pelo estado e com a devida autonomia. Esse debate culminou com a criação em 1934 da Universidade de São Paul, tendo sido Francisco Fonseca Telles um dos fundadores, ao lado de Júlio de Mesquita Filho, Armando Salles de Oliveira, Teodoro Ramos, Ernesto de Souza Campos, Christiano Altenfelder Silva, entre outros.
A sua passagem pela Escola Politécnica de São Paulo foi marcada também pelos cargos administrativos, onde foi o quarto diretor da instituição por duas gestões, em 1931 e depois de 1934 a 1936.
Era integrante do Partido Democrático em São Paulo. Em julho de 1931 foi nomeado secretário de Viação e Obras Públicas durante a interventoria de Laudo de Camargo.
Em 1932 engajou-se no movimento para a volta ao regime democrático e a reconstitucionalização do Brasil, além da defesa da autonomia do Estado de São Paulo, reduzida após o golpe de estado realizado por Getúlio Vargas na Revolução de 1930.
Naquele período, a insatisfação popular em São Paulo e da própria classe política paulista era cada vez maior. Em 7 de março de 1932, Getúlio Vargas, procurando atenuar o descontentamento dos paulistas, nomeou o embaixador Pedro de Toledo como interventor no estado.
Com o objetivo de conciliar interesses, o interventor Pedro de Toledo inicialmente formou o seu secretariado mesclando elementos da Frente Unica Paulista (que congregava diversos grupos políticos paulistas) e representantes do tenentismo, que eram apoiadores do regime Vargas e contrários a reconstitucionalização do país.
Em 22 de maio de 1932, por pressão popular e contrariando a diretriz do governo provisório, a Frente Única Paulista articulou a formação de um novo secretariado junto ao interventor de São Paulo, formado exclusivamente por nomes paulistas, defensores da bandeira da reconstitucionalização e da autonomia estadual. Porém, para tentar reverter essa mudança, Getúlio Vargas enviou Oswaldo Aranha a São Paulo, ainda no dia 22 de maio de 1932, com a missão de sustar essa reforma e impor ao interventor paulista um corpo de secretários conveniente aos interesses do governo provisório. Sabendo disso, a população paulista realizou um grande protesto entre os dias 22 e 23 de maio para a demonstrar repúdio à visita de Aranha e a própria ditadura. A pressão popular tornou malograda a missão de Oswaldo Aranha, resultando na manutenção da proposta pela Frente Única Paulista para a reforma do corpo de secretários de governo.

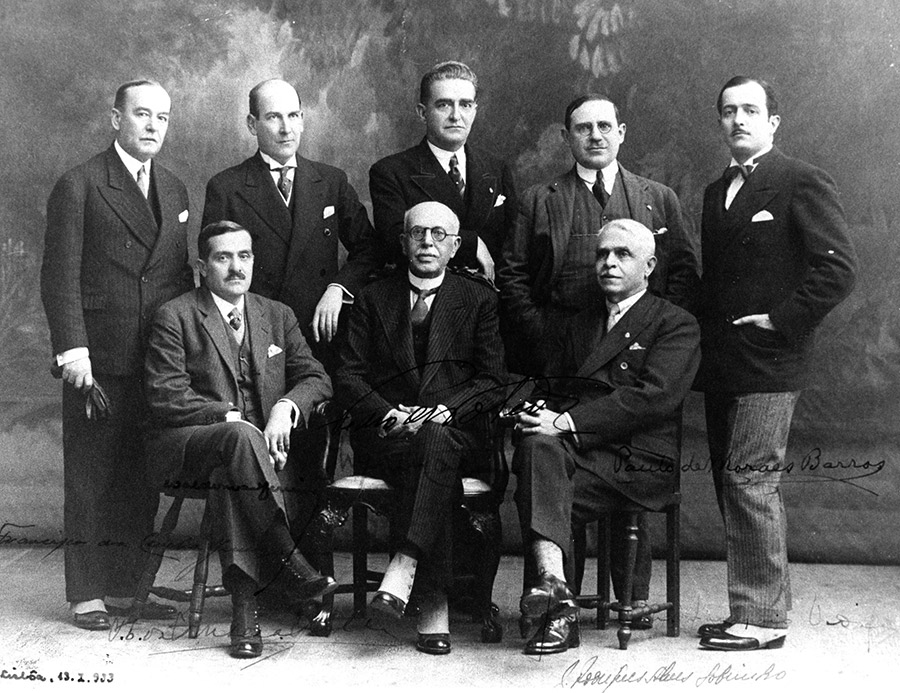
Pedro de Toledo ladeado pelos seus secretários do Governo de São Paulo. Francisco de Fonseca Telles é o segundo em pé, da esquerda p/ a direita.

Em 23 de maio, o interventor Pedro de Toledo efetivou as nomeações, consumando os novos nomes para o seu governo: Francisco Emygdio da Fonseca Teles, na Secretaria de Viação e Obras Públicas; Valdemar Ferreira, na Secretaria da Justiça e Segurança Pública; Francisco da Cunha Junqueira, na Secretaria de Agricultura, Indústria e Comércio; Thyrso Queirolo Martins de Sousa, como Chefe de Polícia de São Paulo; José Rodrigues Alves Sobrinho, na Secretaria de Educação e Saúde Pública); Joaquim Sampaio Vidal, no Departamento de Administração Municipal; e Paulo de Morais Barros, na Secretaria da Fazenda.
Durante sua gestão na secretaria, Francisco Emygdio da Fonseca Telles atuou principalmente nos esforços de guerra, realizando ações para facilitar a logística das tropas paulistas e na assistência à população civil.
Findo o conflito e deposto o Governo Pedro de Toledo, foi preso por quase um mês no Presídio do Meyer e na sequência foi deportado, ficando em exílio político em Portugal até meados de 1933, quando regressou após autorização especial da ditadura presidida por Getúlio Vargas. No seu retorno a São Paulo, foi recepcionado como herói e recebeu homenagem do Grêmio Politécnico por ter desempenhado papel de relevo no movimento constitucionalista.
Fonseca Telles demonstrou o seu pensamento sobre a responsabilidade do profissional de engenharia, em discurso como paraninfo da turma de 1936: “Entraes hoje para um dos corpos de elite da nossa organização social. Deveis reflectir na immensa responsabilidade que esse facto faz recahir sobre os vossos hombros (...) tem o engenheiro, nas suas realisações, a obregação precipua de não perder de vista o fator economico (...) a obra do engenheiro tem como elemento de maxima importancia o custo”. Destacou ainda, fazendo alusão às crises políticas e econômicas daquele período, que "(...) No auge da civilisação, que tanto accentuou a disparidade entre o progresso material immenso e o escasso progresso moral, presenciamos o doloroso espetáculo de uma confusão mental generalizada, que a instabilidade política e social dos nossos dias ainda viu exacerbar. Dahi a negação dos valores mais authenticos … o entusiasmo facil por ideias e systemas, em que a ingenuidade corre parelhos com a imbecilidade, a victoria do empirismo (...) o endeusamento de individuos, e os excessos da mystica nacionalista”.
Em 1949 aposentou-se da docência. Foi destacado membro da Academia Brasileira de Ciências e ao longo de sua carreira foi dedicado às causa cívicas e sociais.
Morreu em 20 de janeiro de 1971, na cidade de São Paulo. Era casado com Julieta Barros Fonseca Telles.

## Homenagens
Na cidade de São Paulo, na Vila Santa Catarina, há a avenida Francisco Emydio da Fonseca Telles, em homenagem ao finado engenheiro e professor da Universidade de São Paulo.